# Jakobsgrund bei Gammelsbach
Der Jakobsgrund bei Gammelsbach ist ein Wiesental im Odenwald in Südhessen, das im März 1996 als Naturschutzgebiet ausgewiesen wurde. Seit 2008 ist es zudem ein Teil des größeren FFH-Gebietes „Jakobsgrund und Gammelsbachaue“ im Netzwerk Natura 2000.

## Lage
Das Naturschutzgebiet Jakobsgrund bei Gammelsbach liegt im Buntsandstein-Odenwald im Gebiet der Stadt Oberzent nordwestlich des Ortes Gammelsbach. Es reicht von den Ufern des Gammelbaches nach Westen bis in ein Seitental hinein. Seine Fläche von 9,49 Hektar gehört zum größten Teil zur Gemarkung Gammelsbach, nur der nördliche Rand zählt zur Gemarkung Beerfelden.

## Schutzziele
In dem Naturschutzgebiet soll ein für den Sandsteinodenwald einzigartiges Mosaik aus artenreichen nassen bis trockenen Wiesengesellschaften und Borstgrasrasen mit zahlreichen seltenen und gefährdeten Tier- und Pflanzenarten erhalten werden.

## Beschreibung, Flora und Fauna
Im Jakobsgrund finden sich eng verzahnt artenreiche magere Glatthaferwiesen, Heideflächen und Borstgrasrasen, Streuobstwiesen, Kleinseggenrieder, Feuchtwiesen und Niedermoorstandorte. Hier wachsen seltene Pflanzenarten, beispielsweise Besenheide, Borstgras und Weiße Waldhyazinthe am steilen, nach Süden exponierten Hang des Seitentals und Sumpf-Veilchen und Breitblättriges Knabenkraut in den feuchten und nassen Wiesen am Bachlauf.
Die vielgestaltigen Biotope bieten Lebensraum für viele Insektenarten, wie Schachbrettfalter, Zweifarbige Beißschrecke oder Warzenbeißer sowie in Bachnähe Dunkler Wiesenknopf-Ameisenbläuling und Heller Wiesenknopf-Ameisenbläuling. Der trockene Hang ist das Revier des Neuntöters. In den Feuchtwiesen am Gammelsbach lebt der Grasfrosch.

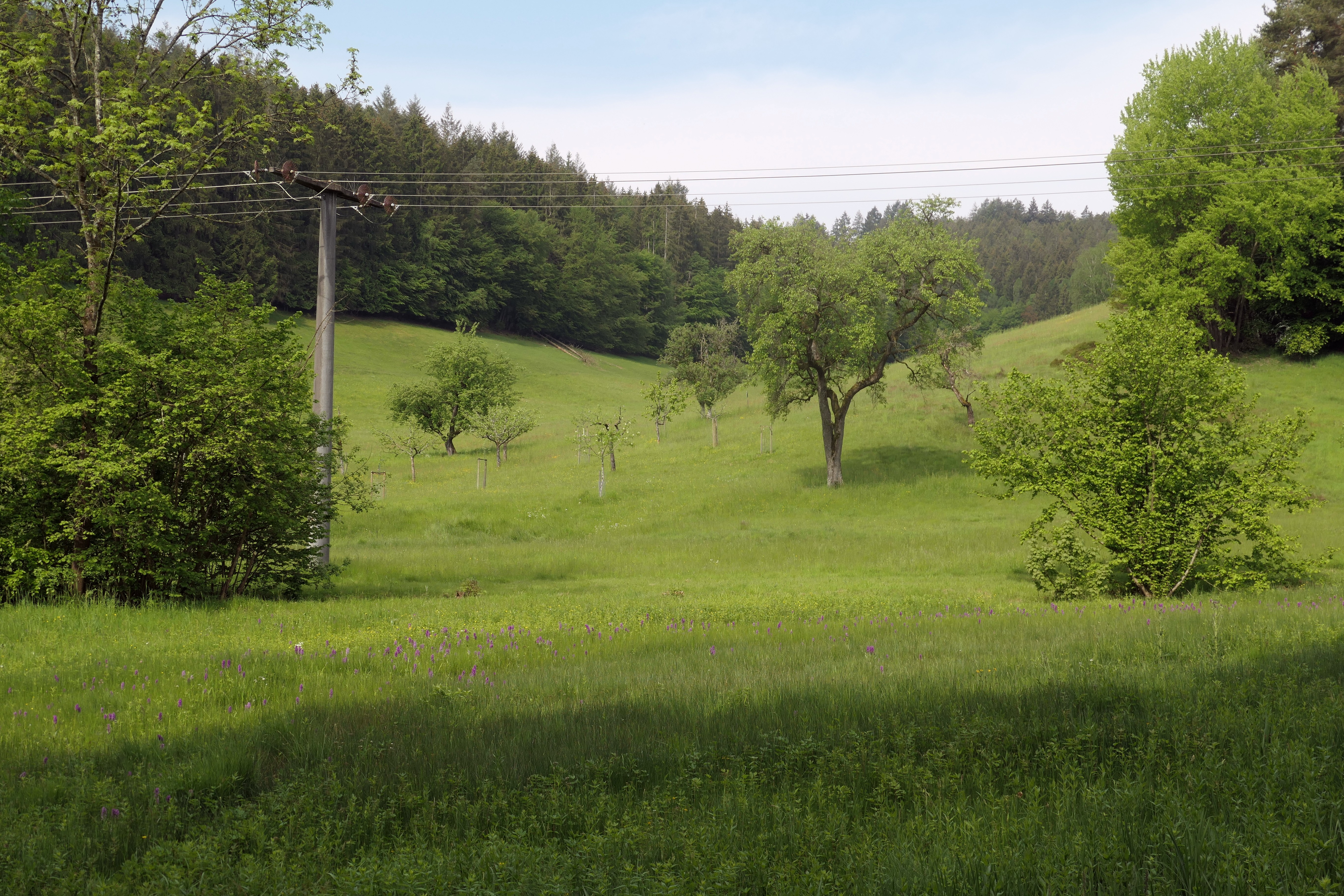
In der Sumpfwiese blüht Breitblättriges Knabenkraut, dahinter die Streuobstwiese (2023)
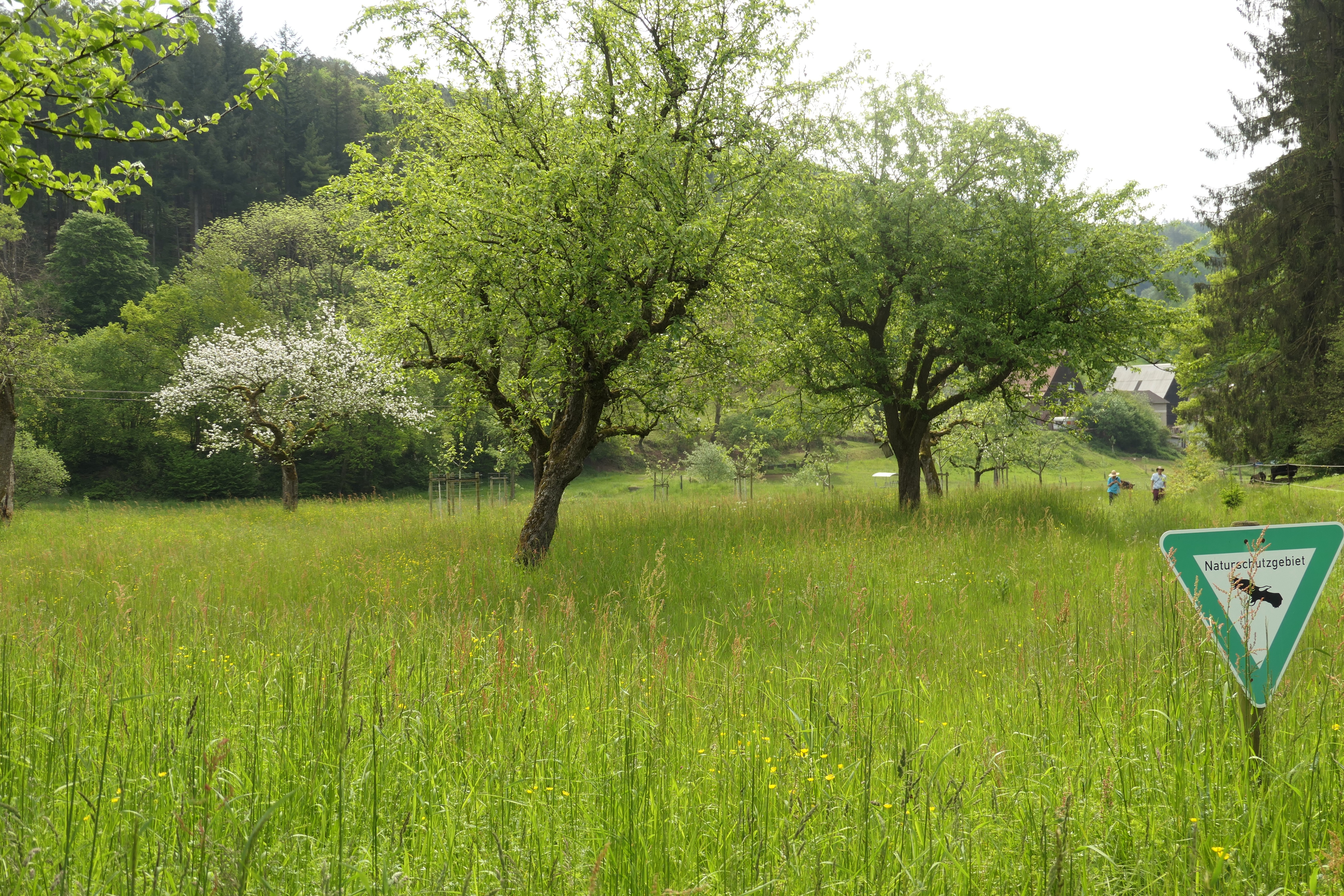
Blick von der Streuobstwiese nach Südwesten zum Tal des Gammelbaches (2023)

## Biotopverträgliche Nutzung
Um die artenreichen Biotope zu erhalten, sollen die Wiesen extensiv, ohne Dünger und Pflanzenschutzmittel, bewirtschaftet werden. Die erforderlichen Maßnahmen und Mahdtermine werden im Bewirtschaftungsplan des FFH-Gebietes geregelt.